# World PK Soccer
World PK Soccer é um Jogo eletrônico de futebol que simulava uma cobrança de pênalti. Esta "simulação" era possível por conta da estrutura única que a máquina de fliperama possuía, já que a mesma carregava um objeto em formato de bola que devia ser realmente chutado pelo jogador, para medir a força de seu chute em uma cobrança de pênaltis. O objetivo, porém, era, claro, marcar um gol.
O game foi lançado pela produtora Jaleco em 1994.. Em 1996, o game ganhou uma segunda versão, intitulada World PK Soccer V2.